# Camille de Rocca Serra
Camille de Rocca Serra és un polític francès, nascut el 21 de maig de 1954 a Porto-Vecchio (Còrsega del Sud). És fill de Jean-Paul de Rocca-Serra.
Fou elegit diputat a l'Assemblea Nacional Francesa per la XIIna legislatura (2002-2007), per la circumscripció de Còrsega del Sud dins les llistes de la UMP. Fou reelegit el 10 de juny de 2007, per a la XIIIna legislatura, amb 14 692 vots (51,02%) en la primera volta.
A les Eleccions Legislatives franceses de 2017 va ser batut en segona volta pel metge i candidat del partit nacionalista Pe a Corsica, Paul-André Colombani, escollit nou diputat de la circumscripció amb el 55,22% del vot. La derrota suposava l'estroncament de la tradició que mantenia a un membre de la família Rocca Serra com a representant al Parlament per la Còrsega del Sud des de 1962.

## Mandats

### Consell municipal de Porto-Vecchio, Còrsega del Sud
- - del 18/06/1995 al 18/03/2001 (Membre)
  - del 10/11/1997 al 18/03/2001 (Alcalde)
  - del 19/03/2001 al 19/12/2004 (Alcalde)

### Consell general de la Còrsega del Sud
- - del 03/10/1988 al 29/03/1992 (Membre del Consell general)
  - del 30/03/1992 al 22/03/1998 (Membre del Consell general)
  - del 23/03/1998 al 28/02/2002 (Membre del Consell general)

### Assemblea de Còrsega
- - del 16/03/1998 al 15/11/2002 (vicepresident)

Mandat al 12/06/2008 :
- Diputat de la 2a circumscripció de Còrsega del Sud
- President de l'Assemblea de Còrsega
- Conseller municipal de Porto-Vecchio